# Busbahnhof Saporischschja
Der Busbahnhof Saporischschja (Запорізький автовокза́л) ist der zentrale Busbahnhof der ukrainischen Stadt Saporischschja. Der Busbahnhof liegt am Sobornyj-Prospekt im Süden der Stadt.

## Beschreibung
Er wird sowohl für den Fernbusverkehr als auch im ÖPNV genutzt. Von hier aus sind mit Bussen alle Gebiete der Stadt Saporischschja erreichbar. Saporischschja wird sowohl von internationalen wie nationalen Fernbuslinien, z. B. nach Melitopol, bedient.
Der Busbahnhof hat ein großes Empfangsgebäude und 13 Bussteige, die durch das Empfangsgebäude von der Straße getrennt sind. Am 16. September 2016 wurde der Bussteig 13 für die Pendler-Busse der Strecke Saporisky Awtomobilebudiwny Sawod – Balabyne – Kuschuhum – Malokateryniwka eröffnet.
Im Empfangsgebäude befinden sich Warteräume, Ticketverkauf, Lagerräume sowie ein Restaurant und mehrere Einzelhandelsgeschäfte. Zudem gibt es ein Verwaltungsgebäude. Ein Supermarkt befindet sich seit 14. Mai 2014 in unmittelbarer Nähe.